# استيفاء شريحة
في التحليل العددي، تقوم طريقة استيفاء شريحة (بالإنجليزية: Spline interpolation)‏ على تقسيم المنحنى إلى أجزاء صغيرة أي تقسيم المجال الكلي المراد الاستيفاء عليه إلى مجالات صغيرة ونشكل حدوديات التقريب لكل مجال جزئي نعرف من خلال هذه الحدوديات حدودية تقريب سبلن وهذا ما يسمى حدوديات التقريب المتقطعة.
أبسط أشكال استيفاء شريحة هو الاستيفاء الخطي ويكون شكل المنحني خطوطا مستقيمة تصل بين حدود المجالات الجزئية أي نقاط الارتكاز مما يشكل منحنى منكسرا.
لكن معظم الدراسات وخاصة الفيزيائية منها تتطلب خواص معينة في المنحني كأن يكون أملس صقيل، بمعنى أخر تتطلب استمرارية وقابلية الاشتقاق.

## استيفاء شريحة من الدرجة الثالثة
هذا الاستيفاء هو أشهر حدوديات التقريب المتقطعة وحيث لكل زوج متتالية من النقاط حدودية من الدرجة الثالثة.
بشكل عام لحدوديات الدرجة الثالثة أربع معاملات (ثوابت) وهذا من شأنه أن يعطي مرونة كافية لضمان الاستمرارية وقابلية الاشتقاق لحدودية الاستيفاء وأكثر من ذلك ضمان استمرار المشتق الثاني للدالة.

### ملاحظة
يمكن استخدام حدوديات هرميت من الدرجة الثالثة Hermite cubic polynomial وذلك بحساب {\displaystyle H_{3}(x)}
لكل مجال جزئي من المنحني ولكن بهذه الطريقة نحتاج لمعرفة المشتق للتابع المراد تقريبه وهذا غير متوفر عادة.

## تعريف
ليكن f تابع معطى معرف على مجال [a,b]ولتكن مجموعة النقاط a=x0<x1<⋯.<xn=b
إن حدودية استيفاء شريحة من الدرجة الثالثة ل f هي sتابع يحقق الشروط التالية:
1. s(x) حدودية من الدرجة الثالثة يدل عليها {\displaystyle }S_j (x) لكل مجال جزئي [x_j,x_j+1] لكل j=0,1,2…….,n-1
2. S_j (x_j)=f(x_j) و S_j (x_(j+1))=f(x_(j+1)) من اجل كل j=0,1,….,n-2
3. S_(j+1) (x_(j+1))=S_j (x_(j+1)) حيث j=1,2,….n-2
4. S_(j+1)^' (x_(j+1))=S_j^' (x_(j+1)) حيث j=1,2,….n-2
5. S_(j+1)^ (x_(j+1))=S_j^ (x_(j+1)) حيث j=1,2,….n-2
6. ان يتحقق إحدى المجموعتين التاليتين من الشروط الحدية: 
  1. S_^ (x_0)=S_^ (x_n)=0 ويدعى بالشرط الحدي الطبيعي
  2. S_^' (x_0)=f_^' (x_0) و S_^' (x_n)=f_^' (x_n) ويدعى بالشرط الحدي المثبت

### مثال
إيجاد حدودية سبلين الطبيعية (التي تحقق الشرط الحدي الطبيعي) من الدرجة الثالثة للتابع الذي يمر من النقاط (1,2),(2,3),(3,5).
الحل:
ان حدودية سبلين تتألف من حدوديتين من الدرجة الثالثة الأولى للمجال [1, 2]وهي من الشكل
S_0 (x) = a_0 + b_0 (x - 1) + c_0 (x - 1) 2 + d_0 (x - 1)3 والأخرى على المجال [2, 3] وهي من الشكل S_1 (x) = a_1 + b_1 (x - 1) + c_1 (x - 1)2 + d_1 (x - 1)3
لدينا ثمانية ثوابت من أجل تحديدها يلزم ثمانية معادلات يمكن الحصول عليها من التعريف وهي
- {\displaystyle f(1)=a_{0}=2}
- {\displaystyle f(2)=a_{0}+b_{0}+c_{0}+d_{0}=3}
- {\displaystyle f(2)=a1=3}
- {\displaystyle f(3)=a_{1}+b_{1}+c_{1}+d_{1}=5}.

ومعادلتين يمكن الحصول عليها من الشرط {\displaystyle S_{0}(2)=S_{1}(2)}
و {\displaystyle S_{0}(2)=S_{1}(2)}
بالتالي:
- {\displaystyle S_{0}(2)=S_{1}(2)b_{0}+2c_{0}+3d_{0}=b_{1}}
- {\displaystyle S_{0}(2)=S_{1}(2)2c_{0}+6d_{0}=2c_{1}}

وأخر معادلتين من شرط الحدي الطبيعي
- {\displaystyle S_{0}(1)=02c_{0}=0}
- {\displaystyle S_{1}(3)=02c_{1}+6d_{1}=0}

وبحل المعادلات الثمانية، يُحصل على حدودية سبلين من الدرجة الثالثة للتقريب وهي:
{\displaystyle S_{0}(x)=2+3/4(x-1)+1/4(x-1)^{3}}
{\displaystyle S_{1}(x)=3+3/2(x-1)+3/4(x-1)^{2}-1/4+(x-1)^{3}}